# أويون
بلدية أويون (بالإسبانية: Oyón) هي بلدية تقع في مقاطعة ألافا التابعة لإقليم الباسك شمال إسبانيا.

## الديموغرافيا
يبلغ عدد سكان بلدية أويون 3.284 نسمة عام 2011 (وفقاً للمعهد الوطني للإحصاء الإسباني).
| 2.242 | 2.286 | 2.488 | 2.827 | 3.014 | 3.150 | 3.284 |

## توأمة
لأويون اتفاقيات توأمة مع:
- مجيك